# Prensa Latina
Prensa Latina (kurz PL) ist eine kubanische Nachrichtenagentur. Der rechtliche Name lautet: Agencia Informativa Latinoamericana S.A.

## Geschichte
Prensa Latina wurde 1959, nach der kubanischen Revolution auf Initiative Ernesto Che Guevaras gegründet. Gründer und erster Direktor war der argentinische Journalist Jorge Ricardo Masetti. Zum Gründerstamm der Journalisten gehörten unter anderen Gabriel García Márquez, Rodolfo Walsh, Rogelio García Lupo und Carlos María Gutiérrez. 
Anlässlich ihres 50-jährigen Bestehens schloss die Nachrichtenagentur im Juli 2009 ein Kooperationsabkommen mit der sozialistischen Tageszeitung Neues Deutschland und eröffnete wieder ein Büro in Berlin, um aus dem deutschsprachigen Raum zu berichten. Büros in Ost-Berlin und Bonn hatte die Agentur bis 1989 unterhalten. Zu Zeiten des Kalten Krieges unterhielt Prensa Latina zahlreiche Korrespondentenbüros in den sozialistischen Bruderstaaten, die nach dem Zusammenbruch des Ostblocks und der darauf folgenden wirtschaftlichen Krise in Kuba zum größten Teil geschlossen wurden.
Am 28. April 2017 eröffnete Prensa Latina nach 50-jähriger Abwesenheit wieder ein Büro in der US-Hauptstadt Washington. 1967 wurde dem damaligen PL-Korrespondenten Francisco Portela die Akkreditierung entzogen. Erst mit der Wiederaufnahme der diplomatischen Beziehungen zwischen Kuba und den USA im Jahr 2015 erhielten kubanische Journalisten wieder eine Arbeitserlaubnis in den USA.

## Aktivität und Unternehmenszweck
Die Hauptgeschäftsstelle befindet sich in Havanna, Kuba. Prensa Latina unterhält Korrespondentenbüros in 26 Ländern: drei in Asien, zwei in Afrika, fünf in Europa und sechzehn in Amerika und verbreitet im Schnitt 400 Nachrichten täglich auf Spanisch, Englisch, Portugiesisch, Italienisch und Russisch.